# Денис Чужой
Дени́с Чужо́й (настоящее имя ― Дени́с Влади́мирович Але́син; род. 23 июля 1988, Железногорск, Курская область, СССР) — российский стендап-комик, видеоблогер и сценарист. Получил известность как участник стендап-шоу «Открытый микрофон», сценарист проектов для телеканала «ТНТ», а также как автор серий юмористических роликов «Класс народа», «Неуверенная Россия» и «Плохие книги» на YouTube.

## Биография

### Детство и юность
Родился 23 июля 1988 года в городе Железногорск, Курской области. Свое детство и окружение тех лет описывал как депрессивный период жизни, наполненный криминальной субкультурой. В 1998 году рано потерял отца из-за алкоголизма. Поступив учиться на филологический факультет Курского государственного университета (КГУ), начал играть в КВН, работал ведущим, веб-дизайнером, вел паблик ВКонтакте «Курская неправда». Во время учёбы в университете встретил будущую жену Ольгу.

### Карьера
После выпуска из университета в 2014 году переехал из Курска в Москву. Работал SMM-щиком журнала Maxim, копирайтером. Сотрудничал с ТНТ в качестве сценариста ТВ-шоу и сериалов. В 2016 году впервые начал широко выступать со стендапом, принял участие в первом сезоне «Открытого микрофона». Пройдя отбор, выбыл на втором этапе, по его словам, из-за спорного совета Руслана Белого . После неудачи на телевидении, он на некоторое время он прекратил выступать, решив сосредоточиться на своем YouTube-канале. В этот период вышли его самые известные шоу: «Класс народа» (также выходила на телевизионном канале 2×2), в котором он собирал комментарии старшего поколения под постами в социальной сети Одноклассники, посвященные новостям и событиям в мире, а также «Плохие книги», где автор в критической манере пересказывает произведения различных жанров (как правило фантастику). Дополнительно Чужой совершенствовался в навыках выражения острых шутливых мыслей в формате коротких сообщений в лентах социальных сетей, посвященных текущей новостной повестке. Выдуманная им несуществующая партия «Неуверенная Россия» получила свое начало от грустной и усталой внешности комика, на которую обращали внимание зрители.
Спустя время вернулся к стендап-комедии, но начал развивать её уже в качестве независимого автора, а не в команде комиков на телевидении. Он признавался, что в дальнейшем это помогло ему избежать цензуры, самостоятельно принимать ключевые творческие решения. В 2017—2021 годах у Чужого состоялось несколько масштабных стендап-туров по стране, на YouTube-канале вышло три часовых сольных концерта «Второстепенный персонаж», «Вечер семейной комедии», «Дальше сам». Центральными темами для юмора в стендап-спешлах у него выступают провинция, семья, самоосознание и смерть. Публика положительно оценила необычную подачу материала автором, юмор «на грани», затрагивание неудобных тем.
В 2020 году журнал Maxim поставил Чужого на второе место в рейтинге лучших комиков России.
В 2021 году издание Палач включило Чужого в топ-15 лучших комиков России.
С 2021 года в репертуар Дениса начал входить политический юмор — высмеивание пропагандиской литературы, шутки в сторону действующей власти и оппозиции. После этого им заинтересовались российские правоохранительные органы, радикал-патриоты. На концерты начали приходить служащие Центра-Э, сотрудники полиции выясняли настоящую фамилию комика среди прошлого окружения в Железногорске, на концерте в Вологде ему подарили похоронный венок с надписью «Предателю России».

### Эмиграция
Весной 2022 года эмигрировал из страны после получения звонков от неизвестных людей с угрозами. Недоброжелатели сообщали, что за его голову назначена награда, и призывали его «щемиться». По его словам, эта ситуация позволила ему пересмотреть состав его круга общения. В частности, перестал общаться и сотрудничать со стендап-комиком Евгением Чебатковым, с которым ранее имел творческий тандем.
Для переезда за границу был вынужден[кем?] продать с женой квартиру в Москве. После отъезда некоторое время проживал в Турции, затем переехал вместе с женой и животными в Германию по визе таланта. В настоящий момент проживает в Испании с семьей. Продолжает творческую деятельность в Европе в качестве стендап-комика на английском языке. Активно развивает YouTube-канал[значимость факта?]. Ведет одноимённый аудио-подкаст[значимость факта?].
В 2023 году совместно с бывшим резидентом Comedy Club Александром Незлобиным выступил со стендап-туром по США.
В ноябре 2024 года Министерством юстиции России внесён в список физических лиц — «иностранных агентов».

## Личная жизнь
Женат на Ольге Алесиной. Детей нет. Имеет трех собак, которых перевез с собой в эмиграцию.
Кумиры в стендап-комедии: Луи Си Кей, Стюарт Ли и Эдди Иззард. Является популяризатором психиатрической помощи среди населения.

## Фильмография
| Год  | Название                | Жанр            | Роль      |
| ---- | ----------------------- | --------------- | --------- |
| 2017 | Гражданский брак        | Сериал (ТНТ)    | Сценарист |
| 2019 | Второстепенный персонаж | Стендап-концерт | Автор     |
| 2020 | Вечер семейной комедии  | Стендап-концерт | Автор     |
| 2021 | Дальше сам              | Стендап-концерт | Автор     |
| 2023 | Всегда будет больно     | Стендап-концерт | Автор     |
| 2024 | Самооценка              | Стендап-концерт | Автор     |